# Contea di Manas
La contea di Manas (玛纳斯县S) è una contea della Cina, situata nella regione autonoma di Xinjiang e amministrata dalla prefettura autonoma hui di Changji.